# Nachts im Museum
Nachts im Museum (Originaltitel Night at the Museum) ist eine Filmkomödie des Regisseurs Shawn Levy aus dem Jahr 2006 mit Ben Stiller in der Hauptrolle. Die Handlung beruht auf dem 1993 veröffentlichten Kinderbuch The Night at the Museum des kroatischen Illustrators Milan Trenc. 2009 und 2014 erschienen die Fortsetzungen Nachts im Museum 2 und Nachts im Museum: Das geheimnisvolle Grabmal.

## Handlung
Der erfolglose Träumer Larry Daley lebt in New York City. Seine geschiedene Frau Erica droht, er werde den gemeinsamen Sohn Nick nicht mehr sehen können, wenn er weiterhin ein ungeregeltes Leben führen sollte. Deshalb nimmt er eine Stelle als Nachtwächter im Museum of Natural History an und glaubt, einen leichten Job gefunden zu haben. Da die Geschäfte des Museums schlecht laufen, werden Stellen abgebaut und die bisherigen drei bereits älteren Nachtwächter Cecil, Gus und Reginald entlassen.
Noch vor dem Antritt seiner ersten Nachtschicht erhält Larry von den ehemaligen Wachleuten ein Handbuch und ihren Rat, unbedingt „die Regeln zu lesen“. Seine Aufgabe als Nachtwächter sei es, niemanden ins Museum hereinzulassen – jedoch auch niemanden hinaus.
Schon kurz nach Sonnenuntergang versteht Larry die Bedeutung dieses Hinweises: Beinahe sämtliche im Museum ausgestellten Exponate verlassen ihre Standorte und beginnen, im gesamten Museum herumzuwandern. Das Skelett eines Tyrannosaurus Rex fordert ihn zum Apportieren heraus; Kriegsherren, Seefahrer, wilde Tiere und Steinzeitmenschen machen das Museum unsicher, und Larry wird klar, dass er diesen Job unterschätzt hat.

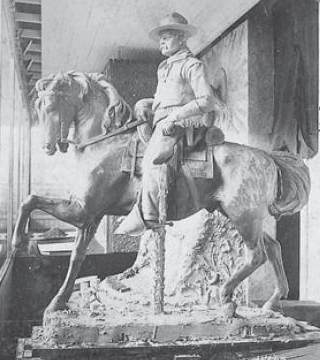
Theodore Roosevelt, The Man on Horseback, 1904

Er erinnert sich an die Regeln, die er beachten sollte, doch noch bevor er mehr als die ersten drei („Wirf den Knochen“, „Schließ die Löwen ein, bevor sie dich fressen“ und „Achte auf die Schlüssel, der Affe könnte sie klauen“) entziffern und umsetzen kann, wird das Handbuch von Dexter, einem Kapuzineraffen aus der Afrikaabteilung, entwendet und zerrissen. So muss sich Larry ohne Hilfe den abendlichen Geschehnissen stellen. Schließlich freundet er sich mit der Mensch gewordenen Wachsfigur von Theodore Roosevelt (auch als The Man on Horseback bekannt) an, der Larry hilft und ihm Mut macht, seinen Job fortzuführen, als dieser erwägt, zu kündigen. Roosevelt verrät Larry das Geheimnis des Museums: Vor gut 50 Jahren ist die goldene Tafel des Pharaos Ahkmenrah ins Museum gebracht worden, und sie bewirkt, dass seither Nacht für Nacht alle ausgestellten Wesen lebendig werden. Larry muss sich um sie kümmern und darf keines davon entkommen lassen, denn die aufgehende Sonne würde sie zerstören.
Am nächsten Morgen ist Larry von den nächtlichen Erlebnissen völlig erschöpft und desillusioniert. Er beschließt, den Job zu kündigen. Als er jedoch den Heimweg antritt, trifft er auf seinen Sohn, der ihn, stolz auf den Job seines Vaters, um eine Museumsführung bittet. Dies bewegt Larry zur Rücknahme seiner Kündigung, und so tritt er doch zur nächsten Schicht an.
In der nächsten Nacht versucht Larry, alles besser zu machen. Tagsüber hat er die Zeit genutzt, um über die „Museumsbewohner“ quer durch alle Geschichtsepochen Informationen zu sammeln, wie er mit ihnen umgehen kann. Doch dies bringt wieder nur Probleme mit sich: Als er zum Beispiel den Höhlenmenschen ein Feuerzeug gibt, stecken diese sich damit selbst in Brand. Einer der Urmenschen bricht aus dem Museum aus, und Larry muss mit ansehen, wie er in der aufgehenden Sonne in Sekundenschnelle zu Staub zerfällt.
Am nächsten Tag wird Larry vom Museumsdirektor wegen der fehlenden Wachsfigur zur Rede gestellt. Der ist so verärgert, dass er Larry feuern möchte. Larry kann jedoch eine Gnadenfrist erbitten. Abends nimmt er seinen Sohn Nick mit ins Museum, um ihm zu zeigen, wie die Ausstellungsstücke zum Leben erwachen, und ihn damit zu beeindrucken. Doch die Exponate bleiben leblos. Larry entdeckt, dass die goldene Tafel des Pharaos Ahkmenrah, die die Ursache für das Erwachen der Museumswesen ist, entwendet worden ist.
Als Larry und Nick die Tafel im Lager der drei entlassenen ehemaligen Nachtwächter finden, werden sie von ihnen angegriffen und in die Kammer des Pharaos gesperrt. Die drei Alten, verärgert über ihre Entlassung, sind heimlich in das Museum eingedrungen und möchten sich nun rächen, indem sie die wertvollen Stücke mitnehmen und verkaufen. Inzwischen aktiviert Nick auf Larrys Anweisung hin die Tafel des Pharao, worauf dieser und die anderen Museumsbewohner wieder zum Leben erwachen. Larry lässt sie nach den drei alten Nachtwächtern suchen. Als einer der Nachtwächter nach draußen flieht, folgen ihm etliche der Exponate. Nach einer wilden Verfolgungsjagd wird auch der letzte der Gauner gestellt. Allerdings sind die Exponate mittlerweile in alle Winde verstreut, und ihnen droht, von der aufgehenden Sonne zu Staub verwandelt zu werden. Larry bittet den Pharao um Unterstützung, und der schafft es mit Hilfe der magischen Tafel, die Exponate noch vor Sonnenaufgang zurück ins Museum zu lotsen.
Am nächsten Tag stellt der Museumsdirektor Larry zur Rede und zeigt ihm Fernsehnachrichten mit Berichten über seltsame Vorkommnisse in Park und Museum sowie Filmaufnahmen, in denen die Exponate außerhalb des Museums zu sehen sind. Larry wird daraufhin gefeuert. Als jedoch der Direktor die vielen durch die Fernsehberichte angelockten Museumsbesucher erblickt, stellt er Larry wortlos wieder ein. In der darauf folgenden Nacht feiert das ganze Museum ein großes Fest.
Im Abspann sind die alten drei Nachtwächter zu sehen, die dankbar dafür sind, dass Larry sie nicht verraten hat, und nun als Reinigungskräfte im Museum arbeiten.

## Hintergrund

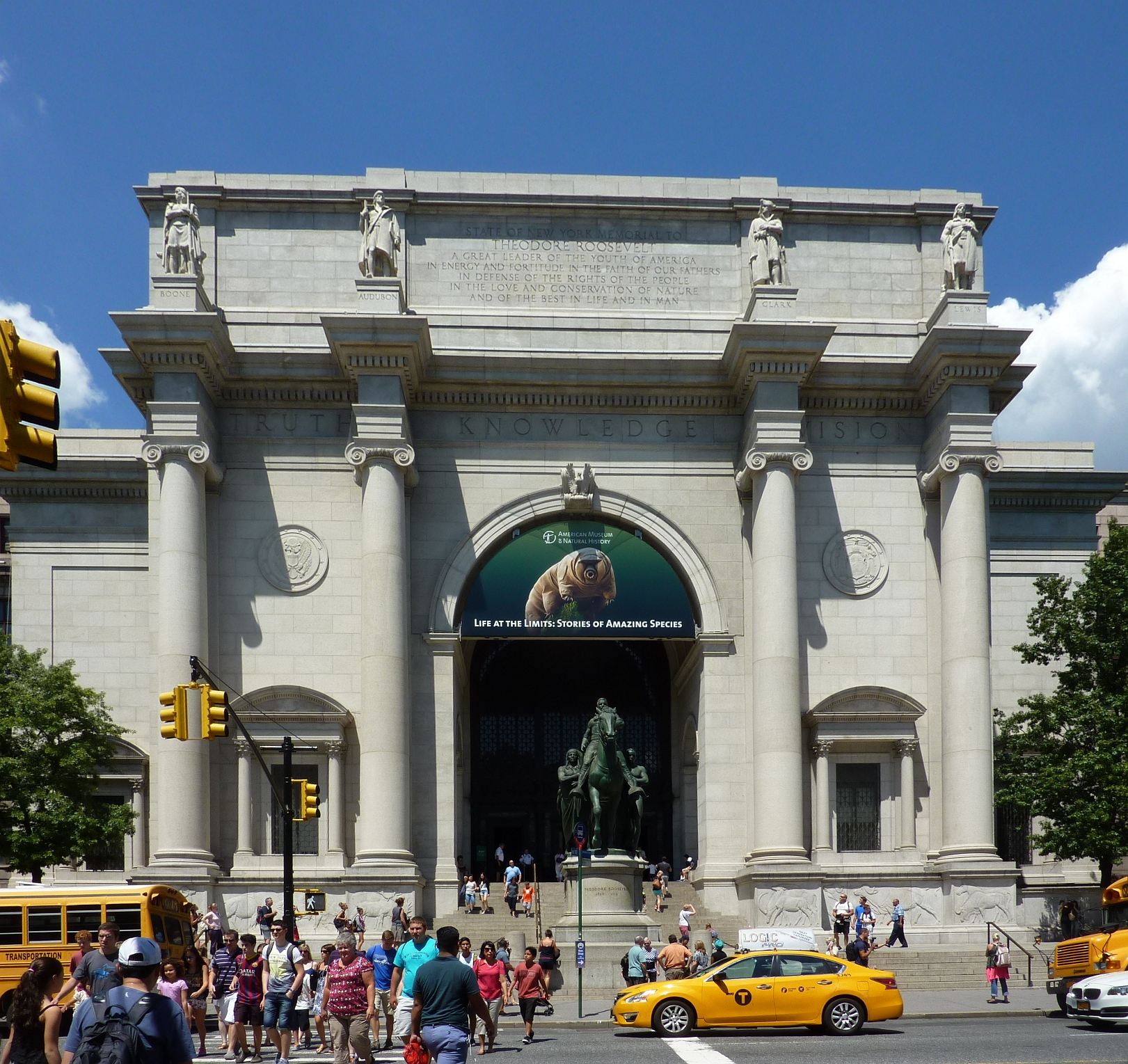
Das Hauptportal des American Museum of Natural History, das als Drehort für Außenaufnahmen diente

- Der Film wurde in Kalifornien, British Columbia und New York City gedreht.[4] Unter anderem werden Außenaufnahmen des American Museum of Natural History gezeigt.
- Der Film spielte mit Stand vom 15. März 2009 weltweit 574.480.841 US-Dollar ein und übertraf damit die geschätzten Produktionskosten von 110 Mio. US-Dollar um das Vierfache. Mit Stand vom Februar 2007 sahen etwa 2,94 Mio. Besucher den Film in Deutschland.[5]
- Die Rolle der Mitarbeiterin beim Arbeitsamt, Debby, wird von Ben Stillers Mutter Anne Meara gespielt.
- Kinostart in Deutschland war am 27. Dezember 2006.

## Synchronisation
Die deutsche Synchronisation entstand nach einem Dialogbuch und der Dialogregie von Simon Jäger im Auftrag der Interopa Film in Berlin, er selbst übernahm dabei die Rolle des Ahkmenrah.
| Rolle              | Schauspieler/in | Deutsche Stimme       |
| ------------------ | --------------- | --------------------- |
| Larry Daley        | Ben Stiller     | Oliver Rohrbeck       |
| Theodore Roosevelt | Robin Williams  | Bodo Wolf             |
| Nick Daley         | Jake Cherry     | Karl Alexander Seidel |
| Cecil Fredericks   | Dick Van Dyke   | Jochen Schröder       |
| Rebecca Hutmann    | Carla Gugino    | Marie Bierstedt       |
| Gus                | Mickey Rooney   | Hans Teuscher         |
| Reginald           | Bill Cobbs      | Jürgen Kluckert       |
| Jedediah           | Owen Wilson     | Philipp Moog          |
| Octavius           | Steve Coogan    | Tobias Kluckert       |
| Sacajawea          | Mizuo Peck      | Magdalena Turba       |
| Ahkmenrah          | Rami Malek      | Simon Jäger           |
| Dr. McPhee         | Ricky Gervais   | Piet Klocke           |
| Elrica             | Kim Raver       | Ranja Bonalana        |
| Don                | Paul Rudd       | Boris Tessmann        |
| Taxifahrer         | Charlie Murphy  | Oliver Siebeck        |

## Kritiken
Das Lexikon des internationalen Films bezeichnet den Film als „nur mäßig unterhaltsame Komödie, die weder den Hauptdarsteller noch die prominent besetzten Nebenrollen fordert“ und kritisiert, dass „der Reiz der Geschichte schnell verpufft und nur wenige hübsche Gags bleiben.“
Carsten Baumgardt kritisierte das Drehbuch auf Filmstarts.de als „hanebüchen“. Der Regisseur setze „auf grobmotorigen [sic!] Slapstick“. Der Film sei dennoch unterhaltsam.